# St. Georg (Marxheim)

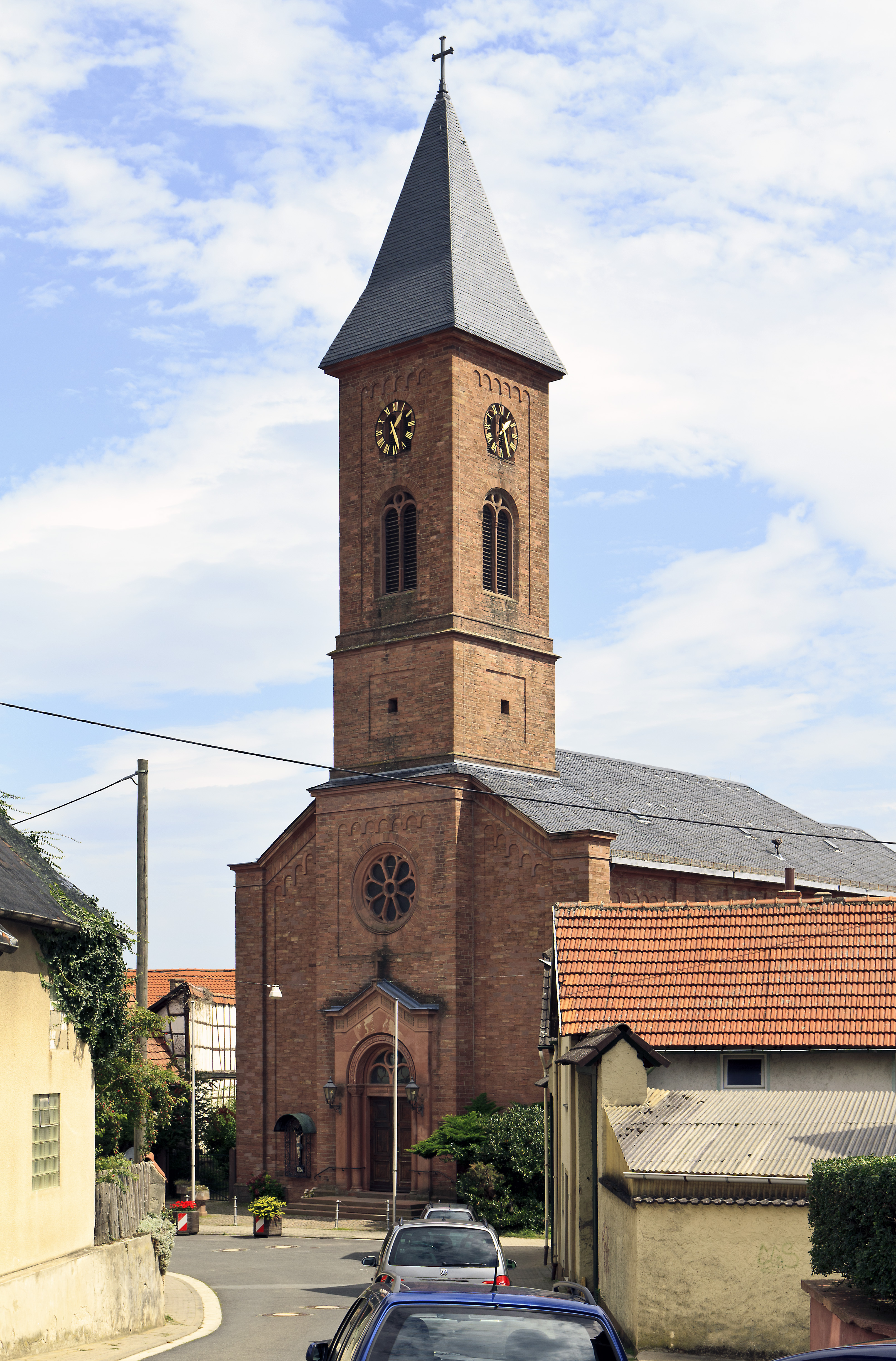
St. Georg (Marxheim)

Die römisch-katholische, denkmalgeschützte Kirche St. Georg steht in Marxheim, einem Stadtteil von Hofheim am Taunus im Main-Taunus-Kreis in Hessen. Die Kirche gehört zur Pfarrei St. Georg und Bonifatius im Bistum Limburg.

## Beschreibung
Die neuromanische Saalkirche wurde 1843–1845 gebaut. Sie hat einen in das Kirchenschiff eingestellten Fassadenturm im Westen, der als Risalit hervortritt und mit einem hohen Pyramidendach bedeckt ist. Der eingezogene Chor mit 5/8-Schluss ist im Osten, seine Wände werden von Strebepfeilern gestützt. Die Wände sind durch Lisenen und Bogenfriese, welche die Bogenfenster einrahmen, und ein umlaufendes Kaffgesims gegliedert. 
Das oberste Geschoss des Turms beherbergt die Turmuhr und darunter hinter den Klangarkaden den Glockenstuhl. Das Portal im Westen ist durch eine Archivolte gekennzeichnet. Über ihm befindet sich eine Fensterrose. 
Der Innenraum des Kirchenschiffs ist mit einer Kassettendecke überspannt, der Chor mit einem Kreuzrippengewölbe. Die Orgel von einem unbekannten Orgelbauer steht auf einer Empore im Westen. Sie hat 26 Register, 2 Manuale und Pedal. Zur Kirchenausstattung der Bauzeit gehören die Fenster und das große Kruzifix hinter dem Altar und eine Kreuzigungsgruppe, ferner die Statuetten von Maria und Josef, die aus dem Kloster Marienhausen stammen.